# Mercado da Vila Rubim

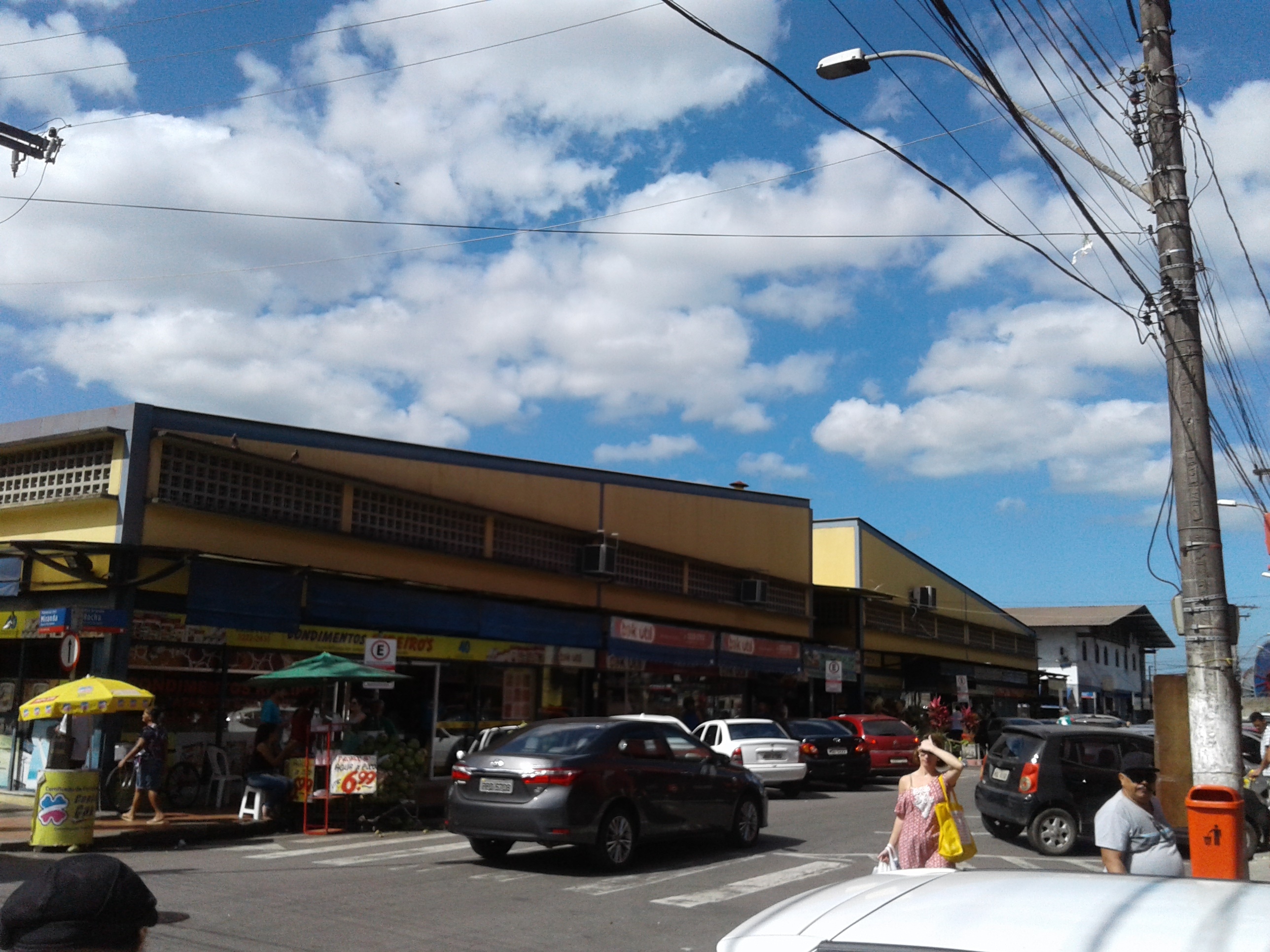
Mercado da Vila Rubim.

O Mercado da Vila Rubim é um espaço na cidade de Vitória onde estão reunidas várias lojas de artesanato, artigos de umbanda, casa de ervas medicinais, mercearias, bares, supermercado, artigos de pesca, casas pirotécnicas, peixarias, entre outras. O Mercado da vila Rubim é um grande marco na economia capixaba.

## História
O principal mercado da cidade de Vitória estava localizado na Avenida Capixaba, atual Avenida Jerônimo Monteiro no centro da capital. O mercado foi demolido por não atender a demanda da cidade no início do século XX e em 1926 no mesmo lugar foi edificado um novo imóvel: o Mercado da capixaba.
O bairro da Vila Rubim surgiu no início do século XX devido à posição geográfica vista como passagem entre o continente e a Ilha, bem como a porta de acesso ao centro de Vitória.  Na época o bairro era conhecido como Cidade de Palha e havia um ponto de desembarque de mercadorias que chegavam à baía de Vitória provenientes do interior do estado e eram comercializadas por pequenos mercadores. Recebeu o nome de Vila Rubim em homenagem ao coronel português Francisco Alberto Rubim que foi governador da capitania do Espírito Santo entre 1812 a 1819. 
O Mercado da Vila Rubim surgiu na década de 40, nessa época as mercadorias eram vendidas ao ar livre. Os atuais galpões foram instalados na administração de Setembrino Pelissari. No início da década de 70 foram realizados aterros na região da Vila Rubim que resultou com o fim do cais, porém propiciou a valorização imobiliária da região.
Na manhã de 1º de julho de 1994 o mercado sofreu um incêndio que durou 3h30m, considerado o maior da história do Espírito Santo, resultado de armazenamento irregular de fogos de artifícios que destruiu 110 boxes, 30 lojas, sete veículos, resultou na morte de quatro pessoas e deixou 35 feridos. Um outro incendio ocorreu na noite do dia seis de março de 2010 em um galpão onde funcionavam loja de artigos de pescaria, bebidas e embalagens. Não houve vítima neste último devido ao fato de que não havia ninguém no local no início do incêndio.
Atualmente moradores de Cariacica, Vila Velha e Serra e de outras partes do estado fazem compra neste local que agrada e dá orgulho aos moradores.